# De kleermaker in de hemel
De kleermaker in de hemel is een sprookje uit Kinder- und Hausmärchen, de verzameling van de gebroeders Grimm, met als nummer KHM35. De oorspronkelijke naam is Der Schneider im Himmel.

## Het verhaal
Onze Lieve Heer wil gaan wandelen in de hemelse tuin en neemt alle apostelen en heiligen mee, zodat alleen Sint Petrus achterblijft in de hemel. Petrus mag niemand binnenlaten terwijl De Heer weg is en daarom staat Petrus naast de poort. Al snel klopt iemand aan en er staat een arme eerlijke kleermaker voor de deur. Petrus ziet dat hij stoffen achterover gedrukt heeft en hij laat de kleermaker de hemel niet in. De kleermaker smeekt enorm en uit medelijden laat Petrus hem dan toch naar binnen. De kleermaker moet zich verstoppen achter de deur, zodat De Heer niet in woede zal ontsteken als hij de nieuweling ziet.
Maar al snel staat de kleermaker op uit de hoek om de hemel te verkennen. Hij ziet veel mooie kostbare stoelen en in het midden staat een zetel van goud met glanzende edelstenen. De kleermaker gaat op de troon zitten en ziet alles wat op aarde gebeurt. Hij ziet een oude lelijke vrouw die twee sluiers steelt en hij grijpt de gouden voetenbank en gooit deze naar de dief. Hij gaat snel terug naar het plekje achter de deur en doet alsof er niets is gebeurd.
Als De Heer terugkomt, vraagt hij Petrus waar zijn voetenbank gebleven is. De kleermaker moet voor De Heer verschijnen en hij vertelt wat hij heeft gedaan. De Heer vraagt hoe hij over de kleermaker moet oordelen, als hij hetzelfde zou doen had hij geen meubilair meer over. De Heer stuurt de kleermaker weer de poort uit en hij neemt een stok en gaat naar "Rust-maar-even", waar brave soldaten plezier maken.

## Achtergronden bij het verhaal
- Het sprookje is samengesteld uit twee versies, één komt uit Gartengesellschaft (1556) van Jakob Frey en één uit Wendunmuth van Hans Wilhelm Kirchhof.
- In verwante verhalen smijt juist Petrus met de stoel. Ook de Noorse God Odin had een zetel waarop je alles kan zien (Hlidskjalf), ook al ben je Odin niet.
- Sprookjes die zich gedeeltelijk in de hemel afspelen, of waar Petrus als hemelbewaker optreedt, zijn Het kind van Maria (KHM35), Jan Plezier (KHM81), Speelhans (KHM82), De dorsvlegel uit de hemel (KHM112), Het boerke in de hemel (KHM167), Jonkvrouw Maleen (KHM198) en in de kinderlegende De hemelse bruiloft (KHM209).
- Kleermakers in de hemel, zie ook De verstandige lieden (KHM104), De dorsvlegel uit de hemel (KHM112), Meester Priem (KHM178).
- "Rust-maar-even" (Warteinweil) is een plaats waar gestorven soldaten verbleven, zij werden niet binnengelaten in de hemel of de hel. Zie ook Speelhans (KHM82).
- Een kleermaker (naait uit kleine lapjes het levenslot aan elkaar) is vaak degene met slimheid en opgewektheid, hij vindt voor alles een oplossing. Zie ook Het dappere snijdertje (KHM20), Tafeltje dek je, ezeltje strek je en knuppel uit de zak (KHM36), Duimpje de wereld in (KHM45), De twee reisgezellen (KHM107), Het snuggere snijdertje (KHM114), De glazen doodskist (KHM163), Lief en leed samen delen (KHM170), De geschenken van het kleine volkje (KHM182) en De reus en de kleermaker (KHM183).